# U-420
Unterseeboot 420 foi um submarino alemão do Tipo VIIC, pertencente a Kriegsmarine que atuou durante a Segunda Guerra Mundial.

## Comandantes
| Comandante              | Data                                           |
| ----------------------- | ---------------------------------------------- |
| Oblt. Hans-Jürgen Reese | 16 de dezembro de 1942 - 20 de outubro de 1943 |

## Subordinação
Durante o seu tempo de serviço, esteve subordinado às seguintes flotilhas:
| Período                                      | Flotilha                                   |
| -------------------------------------------- | ------------------------------------------ |
| 16 de dezembro de 1942 - 30 de junho de 1943 | 8. Unterseebootsflottille (treinamento)    |
| 1 de julho de 1943 - 20 de outubro de 1943   | 11. Unterseebootsflottille (serviço ativo) |